# Salman persern
Salman persern eller Salman al-Farsi (arabiska: سلمان الفارسي Salmān al-Fārisī), hette Ruzbeh (persiska: روزبه) innan han blev muslim och var en av den islamiske profeten Muhammeds följare och den förste persern som konverterade till islam. Enligt en folklig tradition kallade profeten honom som en del av sitt hushåll (Ahl al-Bayt). Man har erkänt att det var han som föreslog att man skulle gräva en vallgrav runt Medina när staden attackerades av polyteisterna i Mecka i Vallgravskriget. Han växte upp som zoroastrier, tilltalades senare av kristendomen och senare konverterade han till islam efter att ha träffat Muhammed i staden Yathrib, som senare blev Medina. Enligt vissa traditioner utsågs han som al-Madains guvernör i Irak. Han var en känd följare till Ali ibn Abi Talib efter Muhammeds bortgång. Salman persern respekteras speciellt av shiamuslimer och hos dem har han en hög ställning.
Fransmannen Louis Massignon har presenterat fyra böcker som refereras till Salman. En av böckerna är ”Historian om Katholikos (arabiska: جاثليق, translit. Jathaliq)”.

## Galleri

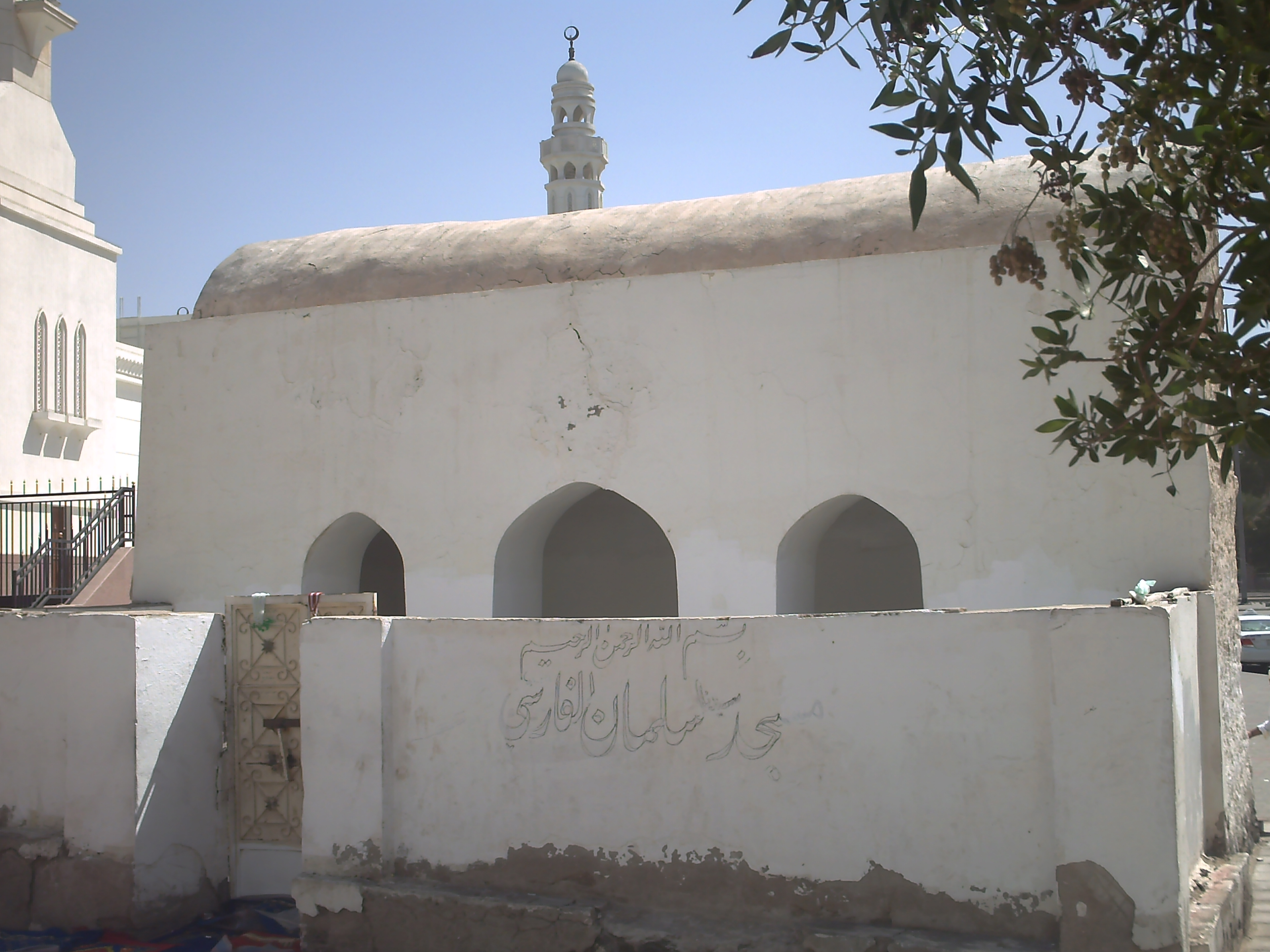
Salman al-Farsis moské i Medina.
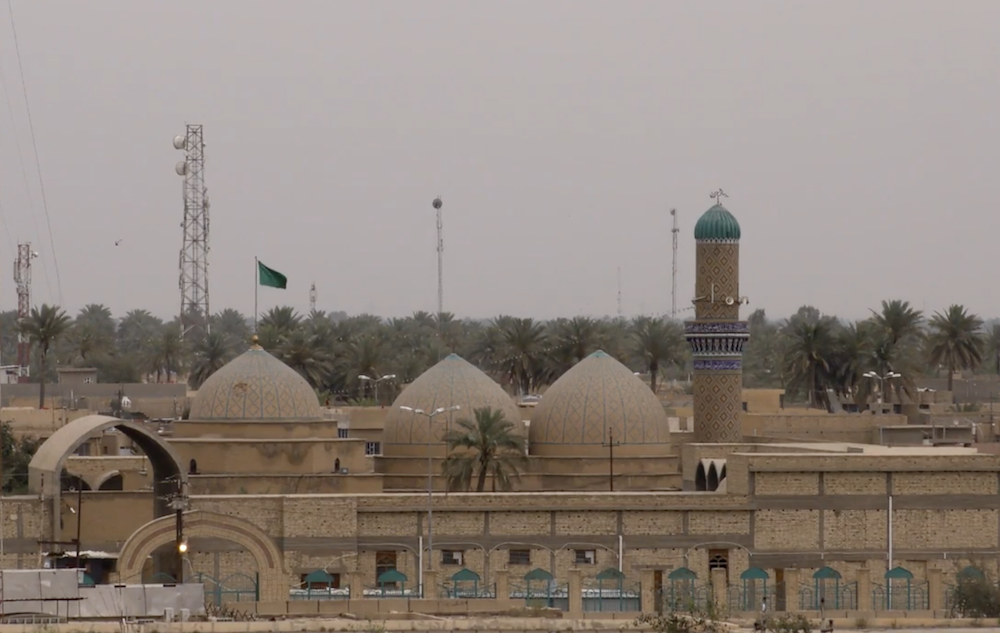
Salman al-Farsis helgedom i Irak.